# فرد هوبز
فرد هوبز (بالإنجليزية: Fred Hobbs)‏ هو خياط نيوزيلندي، ولد في 17 ديسمبر 1841 في همبلدن في المملكة المتحدة، وتوفي في 13 مايو 1920 في Waitati ‏ في نيوزيلندا.